# DanBib
Danbib er en fælles referencedatabase, der indeholder bibliografiske poster med lokalisering fra danske folkebiblioteker (alle materialetyper), danske forskningsbiblioteker (fortrinsvis monografier og periodika), den danske nationalbibliografi (Dansk Bogfortegnelse, Dansk Musikfortegnelse, Dansk Periodicafortegnelse, Danske Musikoptagelser, Dansk Artikelindeks, Dansk Anmeldelsesindeks osv.) samt poster fra Library of Congress og det internationale ISSN Network.
Databasen produceres for KL og Kulturministeriet af Dansk BiblioteksCenter

## Eksterne Henvisninger/kilder
- http://www.netpunkt.dk (kræver bl.a. brugernavn og kodeord)
- http://www.bibliotek.dk
- http://www.danbib.dk
- Biblioteksstyrelsen
- Dansk BiblioteksCenter